# 木更津 (木更津市)
木更津（きさらづ）は、千葉県木更津市の木更津地区にある大字及び町丁。現行行政地名は大字木更津と木更津一丁目から木更津三丁目。郵便番号は292-0056。

## 概要
千葉県木更津市の中心部の木更津駅にほど近い場所である。住居表示が施行された地区は木更津一丁目から木更津三丁目と表記される。

## 地理
北は朝日、東は太田、南は東中央、西は中央と接する。

## 世帯数と人口
2022年4月1日現在の世帯数と人口は以下の通りである。
| 町丁字       | 世帯数  | 人口    |
| ------------ | ------- | ------- |
| 木更津       | 122世帯 | 303人   |
| 木更津一丁目 | 59世帯  | 145人   |
| 木更津二丁目 | 465世帯 | 740人   |
| 木更津三丁目 | 273世帯 | 499人   |
| 合計         | 919世帯 | 1,687人 |

## 通学区域
市立小学校・市立中学校及び県立高等学校の通学区域は以下の通りである。
| 地名         | 区域 | 小学校                     | 中学校                     | 高等学校 |
| ------------ | ---- | -------------------------- | -------------------------- | -------- |
| 木更津       | 全域 | 木更津市立木更津第一小学校 | 木更津市立木更津第一中学校 | 第9学区  |
| 木更津一丁目 | 全域 | 木更津市立木更津第一小学校 | 木更津市立木更津第一中学校 | 第9学区  |
| 木更津二丁目 | 全域 | 木更津市立木更津第一小学校 | 木更津市立木更津第一中学校 | 第9学区  |
| 木更津三丁目 | 全域 | 木更津市立木更津第一小学校 | 木更津市立木更津第一中学校 | 第9学区  |

## 施設
- 千葉県立木更津東高等学校
- 萩原病院